# Friend zone

Um coração partido.

Na cultura popular, de mídia e cibercultura, a "friend zone", (em português: zona de amizade), refere-se a uma situação onde uma pessoa deseja entrar em um relacionamento romântico, enquanto a outra não. Em resumo, isto acontece quando uma pessoa está apaixonada, enquanto a outra quer apenas amizade.
A usagem das expressões "friend zone" e de "nice guy" (em português: cara legal (português brasileiro) ou Tipo fixe (português europeu)) complementam-se em serem conceitos intimamente relacionados: A "friend zone" é dita ocorrer quando uma mulher prefere um "bad boy" a um "nice guy".

## Origem
O termo "friend zone" foi popularizado por um episódio de 1994 do sitcom americano Friends, "The One with the Blackout" onde o personagem Ross Geller era apaixonado por Rachel Green. Enquanto conversava com seu amigo Joey Tribbiani, este afirmou que Ross não foi só colocado na friend zone, mas também ganhou um emblema de prefeito da friend zone.
Mas foi no filme de 2005 Apenas Amigos, que o termo ganhou notoriedade internacional, trata da friend zone e como ela afeta o personagem principal do filme (interpretado por Ryan Reynolds). Ele se reencontra com sua namorada colegial (interpretada por Amy Smart), pela primeira vez em 10 anos, e ela diz que o ama como a um irmão.

## Controvérsia
Relatos obtidos através de netnografia descrevem homens se tornando agressivos ao terem avanços românticos negados por uma mulher em prol de uma amizade. Os termos são frequentemente relatados como o homem como um agressor e a mulher como vítima. A internet foi criticada por reunir rapazes, previamente isolados, em grupos anônimos ou semianônimos que aprovam e disseminam tais agressões. O conceito de "friend zone" também foi criticado por minar a autonomia feminina e de ser reforçado pela mídia popular, ao se criar a expectativa de que uma mulher "deve" atos românticos ou sexuais a um homem que é gentil e amigável com ela.